# Alte Maße und Gewichte (Norwegen)
Es gibt für die alten Maße in Norwegen keine einheitlichen Werte. Sie variierten stark von Landschaft zu Landschaft und im Laufe der Zeit. Deshalb wäre eine Umrechnungstabelle irreführend. Zum anderen wurde nicht zwischen Wert, Gewicht und Fläche unterschieden. Das Wort „Tonne“ kann für ein Gewicht, für ein Hohlmaß und für ein Maß einer landwirtschaftlich genutzten Fläche stehen. Darüber hinaus ist die Überlieferungslage sehr schlecht. Deshalb ist in der Literatur keine einheitliche Angabe über die Werte zu finden. Dies gilt auch für die seriösen Webseiten, die Werte veröffentlichen. Extrem ist hierbei das Beispiel der „Norsk Forlishistorisk Forening“ die Gewichtswerte, die zwischen 1200 und 1526 galten, in kg mit 5 Stellen hinterm Komma angibt. Hier wird im Wesentlichen dem „Kulturhistorisk leksikon for nordisk middelader“ und den Ausführungen aus „Aschehougs Norges Historie“ gefolgt. Die Ungenauigkeit, die durch die übliche Angabe mit mehreren Stellen hinter dem Komma verdeckt wird, zeigt sich auch in der Definition, die solche Genauigkeit nicht zulässt und in der Umrechnung der verschiedenen Einheiten untereinander. Das Maß für „stang“ in cm passt nur im Verhältnis zu „alen“ seit 1683. Aus den Literaturangaben ist auch nicht zu ersehen, ob die Angaben selbständig sind, oder sich die Maße aus der Umrechnung aus anderen Maßen ergeben, wie weit also die Zahlenverhältnisse der Einheiten untereinander passend gemacht worden sind, z. B. tømme = 1/12 fot.
Die gleichen Wörter wurden vielfach für unterschiedliche Kategorien benutzt, so dass es unzweckmäßig ist, nach den Begriffen vorzugehen. Deshalb werden hier die Maße nach den Gegenständen vorgestellt, die gemessen werden sollen.
Der Lagmann (Gesetzessprecher) musste alle Gewichte und Maße mit auf das Gesetzes-Thing bringen. Dort hatten die Sysselmänner ihre Gewichte und Maße nach dem seinigen zu eichen. Die Bauern hatten dann ihre Gewichte und Maße nach denen des Sysselmanns zu eichen. Im Gesetz war auch vorgeschrieben, dass jeder Haushalt seine eigenen Waagen und Maße besitzen musste, und es war verboten, diese auszuleihen.
1541 wurde die dänische Sjælland alen zur gesetzlichen alen in Dänemark und Norwegen, die damals ein gemeinsames Königreich und bis 1814 bildeten. 1604 führte Christian IV. einige dänische Maßeinheiten in Norwegen ein, und mit den Verordnungen von 1683 und 1698 wurden für Dänemark und Norwegen identische Maßsysteme festgelegt. 1683 wurde die alen als 2 Rheinfuß festgelegt. Das System wurde dann 1824 etwas novelliert, blieb aber im Übrigen bis zur Einführung des metrischen Systems durch ein Gesetz aus dem Jahre 1875 in Kraft. 1824 war die Basiseinheit der fot, der als 12/38 der Länge eines Pendels mit einer Periode von einer Sekunde auf dem 45. Breitengrad festgelegt war. Das metrische System wurde 1889 eingeführt.

## Längenmaße
| skruppel                    | Skrupel        | 1/12 linje                                   | 0,18 mm |
| linje                       | Linie          | 1/12 tomme                                   | 2,18 mm |
| tomme                       | Daumen, Zoll   | 1/12 fot                                     | 2,61 cm; nach einigen Quellen war er definiert als die Strecke von der Spitze des Daumens zum ersten Glied, nach anderen die Breite des Daumens an der Nagelwurzel, nach anderen von Henry I. eingeführtes Maß: 1/36 des Abstands von seiner Nase zu seinem Daumen. Für Schnittholz bis in die 1970er verwendet. Steht heute für das Inch (2,54 cm). |
| kvarter                     | Viertel Elle   | 1/4 alen                                     | |
| fot                         | Fuß            | 1/2 alen                                     | Ursprünglich Maß des Schuhs, nicht des (kürzeren) nackten Fußes: 30,48 cm; ab 1824 31,374 cm |
| alen                        | Elle           |                                              | ab 1541: 63,26 cm; ab 1683: 62,75 cm; ab 1824: 62,748 cm war ursprünglich definiert durch den Abstand vom Ellenbogen zur Spitze des kleinen Fingers. |
| favn, pl. favner            | Faden, Klafter | 3 alen                                       | 1,882 m |
| kabellengde                 | Kabellänge     | 120 favner                                   | Nautisches Längenmaß für die Wassertiefe 225,9 m; später 1/10 nautische Meile = 185,2 m. |
| stang                       | Rute           | 5 alen                                       | 3,1375 m |
| lås                         |                | 15 favner                                    | 28,2 m |
| steinkast                   | Steinwurf      | wahrscheinlich 25 favner (47 m)              | Bis heute als grobes Schätzmaß gebräuchlich. |
| fjerdingsvei, auch fjerding | 1/4 mil        | von 1683 bis 1887: 2,82375 km, danach 2500 m | |
| rast                        | Wegstunde      | ungefähr 1 mil                               | Wegstrecke, die man zu Fuß ohne Pause zurücklegen kann. Vor 1541 etwa 9 km, danach ungefähr 11 km. |
| mil (bis 1862 miil)         | Meile          |                                              | etwa 11 km (18 000 alen = 11,295 km; 17 600 alen = 11,13 km vor 1683; 10 km heute) |
| landmil                     | alte Landmeile |                                              | 1,824 km |
| sjømil                      | Seemeile       | 4 kvartmil                                   | 7,4 km |
| kvartmil                    |                | 10 kabellengder                              | 1,85 km |
| lakter                      |                | etwa 1 favn                                  | Längenmaß im Bergbau, etwa 2 m. |
| tylft                       | Dutzend        | etwa 12 mil                                  | etwa 21,6 km |

### Nautische Längenmaße
| Einheit     | deutsch      | Definition      | Größe in SI-Einheiten        |
| ----------- | ------------ | --------------- | ---------------------------- |
| favn        | Faden        | 3 alen          | = 1,88 m                     |
| kabellengde | Kabellänge   | 100 favner      | = 185,2 m                    |
| kvartmil    | Viertelmeile | 10 kabellengder | = 1,852 km                   |
| sjømil      | Seemeile     | 4 kvartmil      | = 7,408 km, 1/15 Äquatorgrad |

## Flächenmaße
| kvadrarfavn | Quadratfaden |                 | ungefähr 3,5 m2                                                                         |
| kvadratrode | Quadratrute  | 1 stang2        | 9,84 m2                                                                                 |
| mål         |              | 100 kvadratrode | 984 m2, heute 1000 m2                                                                   |
| fjerding    | 1 Viertel    |                 | war der vierte Teil einer politischen Einheit, so, wie im Deutschen das „Stadtviertel“. |
| tønneland   | Tonnenland   | 4 mål           | 3937 m2                                                                                 |

## Gewichte und Volumina
Die Maßsysteme für Gewichte richteten sich nach der benutzten Waage. Es gab ein Skålvekt mit zwei Schalen und verschiedenen Gewichten. Mit dieser Waage wurde Gold, Silber und Waren in kleinen Mengen gewogen. Es gab ein Bismer, das war eine Laufgewichtswaage aus Holz von 60 bis 80 cm Länge. Mit ihr konnte man Waren von 21 bis 24 Mark oder 1 Bismerpund (Bismer-Pfund) wiegen. Größere Mengen wurden mit dem Pund gewogen, eine Laufgewichtswaage, die größer war als das Bismer. Im Landslov war angeordnet, dass man mit einem Handpund von ½ Vætt bis zu ½ Skippund wiegen können musste. Was darüber war, wurde mit dem Skippund gewogen. Mit dem Butterpund musste man 3 Pfund Butter à 24 Mark abwiegen können. Das Skippund musste 24 Vætt zu 28½ Mark und 8 Ørtug wiegen können. Das war dann auch gleich die Einheit für ein Skippund als Gewicht.
Man hat eine Reihe von Gewichten aus Blei, Bronze oder Eisen archäologisch sichern können. Es waren plane Scheiben.
In Vestlandet galt das Tønsberg-Gewicht, welches im Landslov für das ganze Land verbindlich gemacht wurde.
Die Gewichtseinheiten waren in vielen Bereichen gleichzeitig Bezeichnungen für entsprechende Volumina bei bestimmten Gütern und variierten dann auch entsprechend, wie man am Maß Mele im Zusammenhang mit Korn und mit Flüssigkeiten sehen kann.

### Allgemein

#### Gewichte
| Einheit                  | deutsch          | Definition                         | Größe in SI-Einheiten            |
| ------------------------ | ---------------- | ---------------------------------- | -------------------------------- |
| ort                      |                  |                                    | = 0,9735 g                       |
| merke (Pl. merker), mark | Mark, röm. Pfund | 1 libra                            | = 249,4 g; 218,7 g vor 1683      |
| pund, skålpund           | Pfund            | 2 merker                           | = 0,4984 kg; 0,46665 kg vor 1683 |
| bismerpund               |                  | 12 pund                            | = 5,9808 kg                      |
| vette                    |                  | 28,8 mark                          | = 6,2985 kg                      |
| spann                    |                  | 1 laup                             |                                  |
| laup                     |                  | 3 bismerpund = 4 spann = 72 merker | = 17,93 kg (16,2 l); für Butter  |
| våg                      |                  | 1/8 skippund                       | = 17,9424 kg                     |
| skippund                 | Schiffpfund      | 320 pund                           | = 159,488 kg; 151,16 kg 1270     |

#### Volumina
| Einheit   | deutsch  | Definition       | Größe in SI-Einheiten                |
| --------- | -------- | ---------------- | ------------------------------------ |
| pott      | Pott     |                  | = 0,9651 l                           |
| kanne     | Kanne    | 2 potter         | = 1,9302 l                           |
| skjeppe   | Scheffel | 1/8 tønne        | = 17,4 l                             |
| korntønne | Kornfass | 144 potter       | = ab 1824: 138,97 l; davor 139,4 l   |
| favn      | Faden    | 1 alen × 1 favn² | = 2,232 m³, heute noch für Feuerholz |

### Butter
Im alten Skandinavien war Butter der Vergleichsgegenstand, nach dem alle Waren und Dienstleistungen gemessen wurden, etwa wie die Zigarettenwährung nach 1945. Wenn also eine Abgabe in Butter ausgedrückt erhoben wurde, so musste nicht Butter geliefert werden, sondern es konnte auch eine entsprechende andere Waren gleichen Wertes sein.
| Tønne      | 1 Tønne (Tonne) war ein Gewichtsmaß, welches von 1200 bis 1683 6 Laup = 89,58 kg entsprach. In Tønsberg waren es um 1600 21 Bismer-Pfund, was 117,6 kg bedeutet. |
| Bismerpund | Das Bismerpund (bismarapund, bismerpund, besmanspund) war eines der Grundlagen des Bismer-Systems in den Gewichtseinheiten. Es war von 1200 bis 1526 in Gebrauch. Aus dem Mittelalter gibt es keine Überlieferung über die Größe des Bismer-Pfundes. Man kann sich also nur an die Angaben aus dem 16. und 17. Jahrhundert über das Pfund, die in den Landregistern überliefert sind, halten. Das norwegische Bismer-Pfund beinhaltete danach außer in Bohuslän 24 Mark. In Bohuslän hatte es 36 Mark. Es handelte sich vor allem um ein Butter-Gewicht, und „1 Pfund Butter“ bedeutete in aller Regel 1 Bismer-Pfund Butter. Nach heutiger Ansicht war das Bismer-Pfund 5,6 kg schwer. Von 1526 bis 1683 entsprach es 5,97 kg. |
| Skålpund   | Das Skålpund war wie auch das Skippund ein Gewicht für schwerere Waren wie Butter und Fleisch und wog 1⁄2 kg. |
| fjerding   | fjedring war 1⁄4 Skålpund, also 125 g. |
| våg        | 3 våg entsprachen 1 Bismerpund, also ungefähr 2 kg. |
| Laup       | Laup ist eigentlich ein Holzgefäß oder Korb und wurde zum Maß für Butter. Das Laup breitete sich als Maß über das ganze südliche Norwegen aus und war von uneinheitlicher Größe. Es wurde dann dem Bismar-Gewichtssystem angepasst. Das am weitesten verbreitete Laup war das 3-Pfund-Laup zu 72 Mark (mit Pfund ist das Bismar-Pfund gemeint) und wog bis 1526 14,9 kg. Von 1526 bis 1683 wog es 15,9 kg. Das entsprechende Buttermaß entsprach 16,2 l. Im Norden in Nordmøre und nördlich davon wurde das Laup mit Spann bezeichnet. Aber in den Quellen werden auch andere Arten von Laup genannt. In Ryfylke gab es das stinn Laup (das Große Laup), das wahrscheinlich 4 Bismar-Pfund = 96 Mark = 20,57 kg betrug, was 21,6 l entspricht. Daneben gab es auch ein Låg Laup und ein 3-Spanns-Laup, welches wahrscheinlich gleich groß war, nämlich 3 Spann à 18 Mark = 11,57 kg und 12,15& l. Aber diese Arten Laup wurden immer mit erklärendem Zusatz genannt (laupr stinnr oder þriggja spanna laupr). Im südlichen Bohuslän gab es ein Laup zu 2 Bismar-Pfund (tveggja punda laupr), das also 48 Mark entsprach = 10, 29kg = 10,8 l. Für Romerike ist ein Laup überliefert, das halb so groß war wie das gewöhnliche 3-Pfund-Laup und mit dem ostnorwegischen Spann identisch war. |
| Spann      | Spann war ein Buttermaß, in der Umgebung von Oslo etwa 8,1 l, in Drontheim und nördlich davon 16,2 l. |
| Hefselde   | Hefselde war ein Maß für Butter in unterschiedlicher Größe, das in mehreren größeren Orten des Ostlandes verwendet wurde. Im Süden von Gudbrandsdalen entsprach 1 Hefselde 1½ Laup = 108 Bismermark = 23,15 kg und maß 24,3 l. In den Orten um Oslo und in Oppland entsprach die Hefselde 4 bis 5 Spann = 144–180 Mark, also je nach Ort 30 bis 53 ja sogar 86 kg. Als Hohlmaß für Butter variierte es dort zwischen 32,4 und 40,5 l. In Oslo war 1 Hefselde 4½ Spann. 1 Hefselde Butter kostete Anfang des 14. Jahrhunderts 6 forngilde Øyrar. |

### Korn
Auch für Korn gab es ein eigenes Maßsystem, das nebeneinander und austauschbar das Gewicht oder die Menge als Hohlmaß verwendete. Auch hier gab es große regionale Unterschiede. im 17. Jahrhundert wurde vor allem leichtere Waren wie Heu, Hafer, Mehl und Flachs in Skippund, Lispund und Mark gemessen.
| Skrull       | Skrull war 1/4 Setting. |
| Setting      | Setting war ein Kornmaß. Die regionalen Unterschiede waren groß. Das Maß reichte von 2,7 bis 8,1 l. Es gab auch kleinere Einheiten, das Bredsetting = 31/4 Setting. |
| Mele         | Mele entsprach in etwa dem späteren skjeppe (= Scheffel) und enthielt 6 Setting oder 16,2 l. |
| fjerding     | fjerding war als Hohlmaß für trockene Waren 34,7 l. 4 fjerdinger gingen auf 1 Tønne |
| Såld         | Såld war 12 Setting oder 6 Mele oder ½ Skippund und entsprach 97,2 l. 1 Såld entsprach auch 1 Tønne. |
| Tønne        | 1 Tonne (tønne) war ein Gewichtsmaß, welches von 1200 bis 1683 6 Laup = 89,58 kg entsprach. In Trøndelag und nördlich davon wurde es bis 1604 als Kornmaß zu 86,64 l verwendet. In Vestland in der gleichen Zeit zu 115,5 l. In der Gegend von Oslo waren es 144,4 l Korn. In Tønsberg waren es um 1600 21 Bismer-Pfund, was 117,6 kg bedeutet. Korntønne war ab 1698 in 4 Kvarter à 2 Skjeppe (Scheffel) eingeteilt und entsprach 139 l. |
| lest         | Last entsprach 12 tønner Korn oder 18 tønner Kohle und war ein Maß für das Ladevolumen eines Schiffes. Zu verschiedenen Zeiten in verschiedenen Gegenden unterschiedliche Werte. 1 lest Kohle entsprach etwa 2 m3 |
| kommerselest | kommerselest war ein Maß für die Ladekapazität eines Schiffes, nicht standardisiert. 2080–2300 kg, je nach Schiffsgröße. |
| Skjeppe      | Skjeppe (Scheffel) war eingeteilt in 18 Pot und entsprach 17,4 l. |
| pot          | pot ist ein altes Hohlmaß und entspricht 0,96 l. |
| Lispund      | Das Lispund war 9,2 6kg schwer. Es war unterteilt in 4 Temål = 16 Ringsmun = 36 Mark. Nach 1683 war es 32 Mark = 8 kg schwer. |
| meterfavn    | meterfavn war ein altes Hohlmaß und entsprach etwa 2,4 m3 |
| Skippund     | (Schiffspfund). Nach dem Gesetzbuch Christians IV. von 1604 existierten in Norwegen zwei Skippund-Systeme: Ein ostnorwegisches sogenanntes Tønsberg-Gewicht von 720 Mark und ein westnorwegisch-trøndersches Skippund mit 576 Mark. In Westnorwegen und Ryfylke musste das Korn für den Zehnten in Tønsberg-Skippund geliefert werden. Das Landslov von Magnus Lagabøte hatte bestimmt, dass ein Skippund 24 Vætt zu je 28,5 Mark und 8 Ørtug sein sollte,. Aber inzwischen wurde nachgewiesen, dass im Landslov mit einer anderen Mark gerechnet wurde, die nur 214,32 gr beinhaltete, während das traditionelle System auf einer Mark zu 257,18 gr beruhte. Somit war das Schiffspfund im Landslov genauso schwer wie das Schiffspfund in Trøndelag. Obgleich das Landslov für seine Gewichtsdefinition Geltung im ganzen Land beanspruchte, hat sich dieses System des Landslov nicht durchgesetzt. Die beiden Skippund-Systeme von Tønsberg und Trøndelag wurden das gesamte Mittelalter hindurch nebeneinander verwendet, für Korn allerdings überwiegend das von Tønsberg, weil es ohnehin den Abgaben zu Grunde gelegt wurde. 1 ostnorwegisches (Tønsberg) Skippund = 4 fjerding (Viertelpfund) (bei Korn und Butter: 4 Vætt) = 20 Lispund = 24 Spann; rund um Oslo = 80 remål = 320 Ringsmun = 720 Mark = 185,17 kg. 1 westnorwegisches Schiffspfund (Trøndelag) = 2 såld = 4 vætt = 8 Våg = 24 Lispund (im Süden 24 Spann) = 576 Mark = 148,14 kg. Nach 1683 wurde das Skippund auf 160 kg festgelegt. 1 isländisches Skippund = 24 Lispund = 576 Mark. 10 Skippund = 1 Last. |

### Edelmetall
| Mark              | Die Mark war zuerst eine reine Gewichtseinheit, sekundär eine Werteinheit. Der Begriff taucht weder in der poetischen Edda noch in der Skaldendichtung noch bei Saxo auf. Das Wort dürfte seinen Ursprung in der Markierung an der Laufgewichtswaage Bismer haben. Die erste schriftliche Erwähnung findet sich im Vertrag aus dem 9. Jahrhundert zwischen König Alfred den Großen und dem dänischen König Gorm über die Mannbuße für Dänen: 8 healfmarcum asodenes goldes (8 Halbmark reinen Goldes). Da in den noch älteren angelsächsischen Quellen Geldbeträge in Pfund (libra) oder Schilling (solidi) angegeben sind, aber nie in Mark, ist von einem Import des Begriffs aus Skandinavien auszugehen. Die älteste skandinavische Quelle scheint ein Runenstein auf dem Rittergut „Stora Ek“ in Vadsbo aus dem frühen 11. Jahrhundert zu sein: (i)(s) : (a)(t)(i) : (þ)ria : buia : i : homri * auk : þria : tiauku : marka : at : airiki. Es handelt sich um das Vermögen eines Mannes, bei dem unter anderem auch „30 bei Erik hinterlegte Mark“ erwähnt sind. Auch ein allerdings verderbter Vers in Kap. 5 der Gunnlaugs Saga erwähnt die Mark. Im 11. Jh. verbreitete sich die Mark als Gewicht und Werteinheit über den Kontinent. 1045 in Deutschland, 1200 als Kölnsche Mark in Venedig und Mailand. Archäologisch gibt es viele Gewichtsfunde aus der Wikingerzeit in Norwegen und Schweden, besonders in Gotland sowie auch in Dänemark (Skåne). Aus den alten englischen Quellen des 9. bis 11. Jahrhunderts geht hervor, dass schon damals die Mark in 8 Øre geteilt wurde. Mark war eine Gewichtseinheit für Edelmetall und Münzen, wurde aber auch für andere Materialien, z. B. Butter herangezogen. Sie schwankte von Region zu Region zwischen 186 und 280 gr, lag aber überwiegend bei 219 gr. Diese Einheit wurde bis 1683 benutzt. Danach war es 1/4 kg. Dann wurde nämlich das dänische Gewichtssystem eingeführt. Es handelte sich beim Wertmaßstab um reines Silber (Mark brent sølv oder Mark rent sølv = 90–95 %). Diese Mark wurde ursprünglich in 8 Øre = 24 Ørtug = 240 Pfennig = 960 Album eingeteilt. Nach 1514 gab es auch die Einteilung in 16 Lodd (= Lot) nach Kölnischem Gewicht. Dadurch änderte sich das Gewicht der Mark kölnisch auf 214,4 gr. Im Laufe der Zeit wurde dem Silber immer mehr Kupfer beigemischt. Die üblichste Rechnungseinheit war in der Folgezeit die sogenannte forngilde Mark, die etwa 1/3 der Mark reinen Silbers entsprach, aber ständig an Wert verlor. Sie entsprach 3 Laup Butter = 45 kg Butter oder 3 Häute oder 1 Kuhwert. Im 14. Jahrhundert war 1 Mark im Ostland in 192 Pfennig unterteilt und entsprach 1/5 Mark reinen Silbers, während im Westen 1 Mark größer war und in 216 Pfennig eingeteilt 9/40 Mark reinen Silbers entsprach. Die westnorwegische Mark wurde 3 englischen Schilling gleichgesetzt. Man beeilte sich, einen festen Umrechnungskurs zu ausländischer Währung herzustellen. So galt ab 1380 die ostnorwegische Mark (234 gr Silber) zu 192 Pfennig so viel wie 1 dänische oder lübische Mark zu 16 Schilling, während die westnorwegsche Mark mit 18 dänischen oder lübischen Schilling gleichgesetzt wurde. Gleichzeitig entstand eine neue Rechnungseinheit, die lødige mark (die reine, gediegene Mark). Sie entsprach 15 englischen oder 45 lübischen Schilling und hatte wieder den Wert von 1 Mark reinen Silbers. Am Ende des Mittelalters hatte die forngilde Mark nur noch den Wert von 1 Lot Silber = 1/16 Mark reinen Silbers. Es gab da auch die Goldmark, die 8 forngilde Mark wert war. Im Gulathingslov wird gesagt, dass 10 Mark 32 Kühen entsprechen (Nr. 218) und 5 Mark 16 Kühen und 4 Mark 13 Kühen weniger 1⁄2 Øre (219). |
| Lodd              | Das Lodd = 1⁄2 Øre war erst meistens 13,7 gr schwer, wurde dann aber 1514 von Christian II. an das Kölnische Gewichtssystem angeglichen und wog ab da 13,4 gr. |
| Øre               | Das Wort Øre leitet sich von dem lateinischen aureum ab, was auf eine ursprüngliche Goldwährung hindeutet. Die norwegischen Goldfunde aus der Völkerwanderungszeit haben gezeigt, dass die Goldringe in aller Regel ein ganzes Vielfaches von 1 Goldøre von 26,4 gr hatten, was wohl mit der lateinischen Unze korrespondieren sollte. Aber in der Wikingerzeit hatte die Øre bereits nur noch 24,5 gr, entsprechend 3 Ertog à 8 gr. Nach Kap. 10 Nr. 13(12) Frostathingslov entsprachen 12 Gewichtsøre (reines Silber) 18 Münzøre. |
| Ertog             | Die Etymologie des Wortes Ertog ist nicht sicher. Möglicherweise handelt es sich um eine Zusammenziehung von argentus (aus Silber) und einem germanischen Wort für „Gewicht“. Jedenfalls handelte es sich um ein Silbergewicht, während Øre aus der Goldwährung kam. Es wird vermutet, dass hier die Tremissis (der dritte Teil des Solidus) des Kaisers Magnus Maximus Pate gestanden haben. Das Ertog wog 8 gr. So wurde auch der Solidus als Gewichtsmaß verwendet. |
| Ring (baugr)      | Maß für die Buße an den König für bestimmte Straftaten und entsprach 12 Øre (Frostathingslov IV, 9, 13, 52, 53.). Im Gulathingslov wird der Hauptring (Mannbuße für einen Mann aus dem Odelsgeschlecht) mit 10 Mark an den Sohn des Erschlagenen, der Bruderring mit 5 Mark an den Bruder des Erschlagenen, der Brudersohnring mit 4 Mark an den Neffen des Erschlagenen angesetzt (Nr. 218–220). |
| Lodd              | 1 Lodd entsprach ungefähr 16 g. 16 Lodd waren eine Gewichtsmark. |
| Pfennig (Penning) | Es ist zu unterscheiden zwischen Gewichtspfennig (0,893 g reines Silber) und Münzpfennig. 60 Münzpfennig entsprachen 1 Münzøre. 18 Münzøre = 12 Gewichtsøre waren also 1080 Münzpfennig. 1 Gewichtsøre waren also 90 Münzpfennig. 1 Gewichtsøre reinen Silbers entsprach 30 Gewichtspfennig. Daher war 1 Gewichtspfennig 3 Münzpfennig. |
| Kvintin           | 1 Kvintin entsprach ungefähr 4 g. 4 Kvintin waren 1 Lodd. |
| Ort               | 1 Ort entsprach ungefähr 1 g. 4 Ort waren 1 Kvintin. |
| Æs                | Die Gewichtseinheit Æs wurde von 1687 bis 1875 verwendet. Sie betrug 1⁄16 g. 1 Æs = 16 Gran. 16 Æs = 1 Ort. |
| Gran              | Gran war das kleinste Edelmetallgewicht und kam erst in der Zeit der Union mit Dänemark auf und war bis ins 19. Jahrhundert in Gebrauch. Als Münzgewicht war ein Gran = 3,57 mg, als Handelsgewicht 3,8 mg. 1 Gran Gold war 1⁄4 Karat oder 1⁄96 Gewichtsmark. |

## Holz
| lakter/storfavn | Maß für gestapelte Holzscheite mit 65 % Holzmasse. 2 fot × 6 fot × 6 fot (heute 2 m × 2 m × 3 m). |

### Flüssigkeiten
| Juste    | Juste war die kleinste gängige Maßeinheit für Flüssigkeiten und betrug nicht ganz 0,7 l.                                                |
| bolle    | bolle (Tasse) war ein Hohlmaß für Flüssigkeiten. 4 Juste ergaben 1 Bolle = 2,7 l. Man hatte auch das Halvbolle, also „die halbe Tasse“. |
| Ask      | 1 Ask hatte 4 Bolle = 10,8 l. Dazu gab es noch das Halvask, also das halbe Ask als Einheit.                                             |
| Anker    | Anker war ein Hohlmaß für Flüssigkeiten und entsprach etwa 38,6 l.                                                                      |
| Fjerding | 1 Fjerding beinhaltete 4 Aske, also 43,2 l.                                                                                             |
| tønne    | 1 tønne entsprach 3 Anker = 115,8 l. |
| Mele     | 1 Mele bestand aus 4 Fjerdinger = 173 l.                                                                                                |
| oksehode | oksehode (Oxhoft) ist ein altes Hohlmaß und entspricht 231,6 l. 2 tønner ergeben also 1 oksehode.                                       |
| Såld     | 1 Såld beinhaltete 6 Meler = 1038 l. |

## Landwirtschaftliche Bewertungsmaßstäbe
| Markebol      | Das Markebol war ein an den wirtschaftlichen Ertrag gekoppeltes Maß für einen Bauernhof. Ein Markebol ist eine landwirtschaftlich genutzte Fläche, die im Jahr den Wert von 1 (forngilde) Mark abwirft, also den Pachtwert von 1 (forngilde) Mark besitzt. 1 Markebol = 8 Øyresbol = 24 Ertogbol. Diese Bewertung war bereits im 13. Jahrhundert fest ausgebildet. Der Pachtzins von 1 Markebol entsprach damit dem Wert von 1/3 Mark reinen Silbers (brent sølv) und 3 Månadsmatsbol. Aus dem zentralen Ostland (Osloumgebung und Romerike) ist auch ein Markebol bekannt, das 11/5 forngilde Mark entsprach und zum Hefselde-Maß passte. Markebol und Hefseldebol konnten über das Øyresbol umgerechnet werden, weil das Hefseldebol 5 Øyresbol entsprach. Noch größer war das „dølske“ Markebol in Gudbrandsdalen und in Borgarsysla (Steuergebiet des Sysselmanns in Sarpsborg, Østfold): 1/2 Mark reinen Silbers (brent sølv). Von Hadeland ist auch noch ein „hadsk“ Markebol bekannt, das einen Pachtwert von 1 Mark reinen Silbers darstellte. Nach einer Vorschrift von 1296 war Vollbauer nur, wer mindestens 2 (forngilde) Markebol bewirtschaftete. Die Quellen verraten nicht, auf welcher Wertungsgrundlage der Festsetzung des Markebol-Wertes beruhte. Aber durch Vergleiche verschiedener Grund-Register ließ sich für Romerike zeigen, dass 1 Øyresbol etwa 22 ar gewesen sein muss. Aus der Angabe im Landslov, dass jeder Pächter mindestens 1 Kuh pro jedes Pfund Aussaat zu halten habe, um ausreichenden Dünger zu erzeugen, kann man entnehmen, dass eine Kuh 12/3 Øyresbol entsprach. |
| Månedsmatsbol | Ein Månedsmatsbol war wie das Markebol ein Maß für die Größe einer bewirtschafteten Fläche gemessen am Ertrag. Ausgangspunkt war die Ausrüstung der Mannschaft eines Schiffes im Kriegsfalle und es war aus Butter und Mehl zusammengesetzt. 1 Månedsmatsbol war diejenige Fläche, die als Pacht die Ernährung eines Mannes für 1 Monat erbrachte. Diese Menge musste ein Krieger auf einem Schiff im Leidangsfalle als Ausrüstung mit sich führen. Das Gleiche galt für die Männer, die zum Gesetzesthing erschienen. Das war 1 Laup Butter oder Erzeugnisse in diesem Wert = 1/3 forngild Mark oder 8 Ertog. Das Månadsmat (Monatsessen) für einen Mann auf Fahrt bestand aus 1/3 Skippund Mehl und 1 Laup Butter. Das Maß war im Westen Norwegens vorherrschend. |
| Spannbol      | Ein Spannbol war wie das Markebol ein Maß für die Größe einer bewirtschafteten Fläche gemessen am Ertrag. Sein Produktionswert war ein Spann Butter pro Jahr. |
| Øyrebol       | Eine Verordnung aus dem Ende des 16. Jahrhunderts: Ein Øresbol soll so sein, dass eine Tonne Korn (in Ostnorwegen ca. 145 Liter) und Heu für die Winterfütterung 1 Kuh davon gewinnen kann. Für eine Tonne Korn rechnete man ein Areal von 4 mål, von dem 1/4 brachliegen musste. Die Normalgröße in Ostnorwegen und Trøndelag wird auf 12 Øyrebol angesetzt. Aber das variierte von Distrikt zu Distrikt und der Unterschied zwischen dem Großbauernbesitz und den Katenbauern war groß. |
| Kuh           | Nun soll das Landgut nach Kühen bestimmt werden: Da soll diese für 21/2 Øre gelten. Wenn man nun in Kühen zahlen soll, da soll keine älter als acht Winter alt sein. |

### Zugelassene Zahlungsmittel für Bußen
„Man soll zahlen in Korn und Stieren und Kühen, die alle tragfähig sind, (...) zahlen in Gold und in gebranntem Silber (...) in Pferden, aber nicht in Stuten, nicht in Wallach [sondern] in unkastriertem Pferd, einem Pferd, das nicht an Mastdarmvorfall leidet, das keine weiße Vorhaut hat (Flechte?) oder bei dem nicht beim Wasserlassen der Penis nicht aus der Vorhaut tritt, oder das kein krankes Auge hat oder keine anderen Mängel für den Verkauf hat. Man kann zahlen in Schafen aber nicht in Ziegen. Man kann zahlen mit Odel-Land aber nicht mit gekauftem Land. Man kann zahlen mit einem Schiff, wenn es nicht reparaturbedürftig oder so alt ist, dass die Ruderdollen, die als erste angebracht waren, abgerudert sind, auch nicht mit einem, dessen Steven gebrochen ist, auch nicht mit einem, bei dem die Haut geflickt ist, es sei denn, die Haut wurde auf der Helling ausgebessert. Keinen Gegenstand, der weniger als 1 Øre wert ist, kann man in Zahlung geben, es sei denn, der Empfänger hat eine geringere Forderung. Dann muss er ihn nehmen, außer die Forderung wächst auf 1 Øre und der Zahlende erhält eine Sicherheit. Man kann in gebrauchten Waffen zahlen, alle heil, hart und unzerbrochen. Man darf nicht die [zur Buße] anbieten, mit denen die Tötung erfolgt ist. Man darf kein Schwert zur Buße in Zahlung geben, außer es ist mit Gold oder Silber verziert. Man kann mit Vadmál (ein standardisierter gewebter Wollstoff) oder Leinen bezahlen, alles neu, oder mit neuem nicht zugeschnittenen Kleiderstoff. Man kann nur zahlen in Stoffen für Männer, nicht für Frauen und neue, nicht alte. Man darf mit neuem unverarbeitetem Pelzwerk zahlen, mit Blaufellen und ungeschnittenen feinen Kleiderstoffen. Man darf zahlen mit allen Knechten, die zu Hause aufgezogen und nicht unter 15 Winter alt sind, es sei denn, der andere will ihn. Mägde darf man bei Mannbußen nicht in Zahlung geben. Nun ist im Einzelnen bestimmt, womit man Bußen bezahlen darf.“

## Zeit
Vor 1100 gab es in Norwegen keine ereignisübergreifende Chronologie. Vielmehr knüpfte man an bedeutende Ereignisse, z. B. „Vier Winter nach der Schlacht am Hafrsfjord“, an.
Nach bisheriger Kenntnis war es der Isländer Ari Þorgilsson, der als Erster versuchte, die Ereignisse an den christlichen Kalender anzupassen. Er knüpfte an die Arbeiten von Beda Venerabilis an. Dabei wurde der Jahresbeginn auf den 1. September gelegt.
Davor in der Wikingerzeit war das Jahr in zwei gleich lange Teile geteilt, Sommer und Winter. Das Alter eines Menschen wurde in der Zahl der Winter angegeben. Daraus lässt sich entnehmen, dass das Jahr mit dem Beginn des Sommers begann. Das Jahr war außerdem in Mondphasen eingeteilt, von Neumond zu Neumond.
Der Tag war nicht in Stunden, sondern in acht gleiche Teile geteilt, die ætt oder eykt genannt wurden.

## Währung
| Einheit     | deutsch     | Definition                               |
| ----------- | ----------- | ---------------------------------------- |
| skilling    | Schilling   |                                          |
| mark        | Mark        |                                          |
| ort         | Ort         | 24 skilling                              |
| riksdaler   | Reichstaler | = 4 ort = 6 mark (bis 1813)              |
| kroner      | Krone       |                                          |
| speciedaler |             | = 5 ort (seit 1816) = 4 kroner (ab 1876) |

## Zählmaße
| Einheit      | deutsch     | Definition |
| ------------ | ----------- | ---------- |
| tylft, dusin | Dutzend     | 12         |
| snes         | Stiege      | 20         |
| stort hundre | Großhundert | 120        |
| gross        | Gros        | 144        |

### Nachschlagewerke
- Kulturhistorisk leksikon for nordisk middelalder (Kulturlexikon für das nordische Mittelalter, dänisch), Köbenhavns Universitet, Kopenhagen 1956–1969.
- Aschehougs Norges Historie (norwegisch), 1994–1997.

### Einzelquellen
- Halvard Bjørkvik: Månadsmadbol. In: Kulturhistorisk leksikon for nordisk middelalder. Bd. XII, Sp. 129–130, Kopenhagen 1966.
- Halvard Bjørkvik: Markebol. In: Kulturhistorisk leksikon for nordisk middelalder. Bd. XI, Sp. 441–445, Kopenhagen 1966.
- S. Hasund: Bønder og stat under naturalsystemet (norwegisch). Kristiania 1924.
- S. Hasund: Dei gamle norske månadsmatnormene. Or Noregs bondesoge (norwegisch). Oslo 1942.
- Rudolf Keyser, P. A. Munch: Norges gamle Love indtil 1387. Kristiania 1846.
- Rudolf Meissner: Landrecht des Königs Hakonarson. In: Schriften des Deutschrechtlichen Instituts – Germanenrechte Neue Folge. Weimar 1941 (Norrøn – Deutsch).
- Asgaut Steinnes: Mål, vekt og verderekning i Noreg. In: Nordisk Kultur XXX. Oslo 1936.